# Jan Schulmeister
Jan Schulmeister (* 11. března 1986) je český fotbalový útočník.

## Klubová kariéra
Svoji kariéru zahájil tento olomoucký odchovanec v mateřské Sigmě, kde se ale výrazně neprosazoval a proto byl před sezónou 2007/08 poslán na hostování do týmu FC Zenit Čáslav. Poté prošel několika dalšími kluby v nižších soutěžích. Schulmeister měl pověst hráče s velkým talentem, který ale promarňoval svým bohémským stylem života. V roce 2010 byl na testech ve Zbrojovce Brno, vedení ale nijak neoslnil a byl poslán zpět do Olomouce.
9. března se v 19. ligovém kole podílel jedním gólem na výhře 3:0 nad Vysočinou Jihlava.